# Flåghulttjärnet
Flåghulttjärnet är en sjö i Strömstads kommun i Bohuslän och ingår i Strömsån-Enningdalsälvens kustområde. Sjön är 13 meter djup, har en yta på 0,463 kvadratkilometer och är belägen 93,1 meter över havet. Sjön avvattnas av vattendraget Krokstrandsbäcken. Vid provfiske har abborre och gädda fångats i sjön.

## Delavrinningsområde
Flåghulttjärnet ingår i det delavrinningsområde (655070-124863) som SMHI kallar för Mynnar i havet. Medelhöjden är 99 meter över havet och ytan är 12,18 kvadratkilometer. Det finns inga avrinningsområden uppströms utan avrinningsområdet är högsta punkten. Avrinningsområdets utflöde Krokstrandsbäcken mynnar i havet. Avrinningsområdet består mestadels av skog (72 procent) och öppen mark (11 procent). Avrinningsområdet har 0,91 kvadratkilometer vattenytor vilket ger det en sjöprocent på 7,4 procent.